# Василий Смислов
Василий Василиевич Смислов е съветски и руски шахматист, седмият световен шампион по шахмат между 1957 и 1958 г. Печели световната титла като побеждава Михаил Ботвиник и я губи година по-късно в мача-реванш.
Той е Заслужил майстор на спорта на СССР от 1948 г. и гросмайстор (1950). Шампион на СССР (1949). Трикратен шампион на Москва (1938, 1942, 1944/45). Като част от отбора на СССР е деветкратен олимпийски шампион (1952, 1954, 1956, 1958, 1960, 1964, 1968, 1970, 1972), Победител в Първото световно отборно първенство (1985), Петкратен европейски отборен шампион (1957, 1961, 1965, 1970, 1973). Международен съдия по шахматна композиция (1957) и шахматен теоретик. По професия е оперен певец.
Смислов играе позиционен стил и е известен със силната си игра в ендшпила. Допринася за теоретичното развитие на дебютите Испанска партия (Вариант Смислов), Сицилианска защита, Английско начало и Защита Грюнфелд. От официалните срещи в 66-годишната му шахматна кариера съотношението победи/загуби е 3,18:1.
От 1995 до 2010 г. Василий Смислов е най-старият от живите световни шампиони по шахмат.

## Биография
Роден е в Москва през 1921 г. Научава правилата на шахмата когато е на 6 години от баща си Василий Осипович Смислов (1881 – 1943), шахматист 1-ва категория. Подобрява играта си, четейки книгите му за шах.
Първите му регистрирани официални партии са от 1935 г. През 1938 г. (на 17 години) разделя първото място на Градското първенство на Москва с Белавенец. През 1940 г. дебютира на първенството на СССР и заема третото място. Придобива международна известност с двете си победи в радио-мача СССР – САЩ срещу Самуел Решевски през 1945 г. След смъртта на Александър Алехин участва в турнира в Хага и Москва през 1948 г. за определяне на новия световен шампион, заедно с Ботвиник, Керес, Еве и Решевски, където заема второто място след Ботвиник с 11 точки от 20 партии.
Смислов е оперен певец – баритон, но след като не успява да участва в представление в Болшой театър, се отдава на професионалния шахмат през 1950 г.
На турнира на претендентите в Цюрих (1953 г.) Смислов убедително заема първо място, като изпреварва с 2 точки следващите го Давид Бронщайн, Керес и Решевски.  Така достига до директен двубой за короната срещу Ботвиник. Мачът се играе в Москва през 1954 г. и завършва наравно – 12:12 (7 победи, 7 загуби, 10 равенства). По този начин Ботвиник запазва титлата си.
Турнирът на претендентите в Амстердам през 1957 г. също завършва с победа на Смислов и той отново е претендент за титлата, отново срещу Ботвиник в Москва.  Този път Василий Смислов печели мача през март и април 1957 г. с 12,5:9,5 (6 победи, 3 загуби, 13 равенства) и на 36 години става седмият световен шампион по шахмат.
Мачът реванш се играе отново в Москва през 1958 г. Смислов губи с 10,5:12,5 (5 победи, 7 загуби, 11 равенства) и Ботвиник възвръща титлата си.
След този мач Смислов продължава да играе на високо ниво. Макар и с прекъсвания в отделни цикли, участва в борбата за световно първенство. Той играе в турнирите на претендентите през 1959 и 1985 г. и в мачовете на това ниво през 1964 – 1965 г. и 1983 – 1984 г. Вторият от тези мачови цикли е своеобразен рекорд в историята на шахмата, тъй като на 63-годишна възраст Смислов играе финален мач за определяне на претендента за световната титла с три пъти по-младия бъдещ световен шампион Гари Каспаров и губи с 4,5:8,5.  Василий Смислов е най-възрастният играч, участвал в кандидатски мач.
Смислов е бил женен 58 години за жена, три години по-възрастна от него, името на съпругата му е било Надежда Андреевна (1918 – 2010), първият ѝ съпруг е бил репресиран. Световният шампион нямал свои деца, доведеният му син Владимир Селиманов починал млад (1939 – 1960).
Шахматната кариера не прекъсва връзките му с изкуството. В продължение на много десетилетия той е приятел с певеца Иван Козловски, със съседа си в къщата и дачата, композитора и пианист Андрей Макаров и с музиколога Георги Крауклис. На 75-годишна възраст Василий Смислов изпява солов концерт със симфоничен оркестър в Голямата зала на Московската държавна консерватория, а също записва два албума, превърнали се в рядкост.
Почива от сърдечна недостатъчност на 27 март 2010 г., три дни след 89-ия си рожден ден, в Боткинската болница в Москва, където е постъпил на лечение преди няколко дни. Погребан е в московското Новодевическо гробище.